# Liste der Einträge im National Register of Historic Places im Madison County (Tennessee)

Lage des Madison Countys in Tennessee

Die Liste der Einträge im National Register of Historic Places im Madison County in Tennessee führt die Bauwerke und historischen Stätten im Madison County auf, die in das National Register of Historic Places aufgenommen wurden.

## Derzeitige Einträge
| [ 2 ] | Name                                                       | Bild                                                       | Eintragsdatum                  | Lage | Ort                               | Beschreibung                      |
| ----- | ---------------------------------------------------------- | ---------------------------------------------------------- | ------------------------------ | --- | --------------------------------- | --------------------------------- |
| 1     | Anderson Presbyterian Church                               |                                                            | 2007 ID-Nr. 07000157           | 899 Steam Mill Ferry Road 35° 33′ 42″ N, 88° 52′ 22″ W | Rund 9 km südwestlich von Jackson |                                   |
| 2     | Bemis Historic District                                    |                                                            | 1991 ID-Nr. 91001777           | Abgegrenzt durch D Street, die Eisenbahnstrecke der Canadian National Railway, 6th Street sowie im Westen und Süden durch Äcker 35° 34′ 23″ N, 88° 49′ 31″ W | Jackson                           |                                   |
| 3     | The Cedars                                                 | The Cedars                                                 | 1999 ID-Nr. 99000536           | 260 Cotton Grove Road 35° 37′ 57″ N, 88° 45′ 3″ W | Jackson                           |                                   |
| 4     | Chevy Chase House and First Presbyterian Church Complex    |                                                            | 20. Nov. 2015 ID-Nr. 15000834  | 1573 North Highland Avenue 35° 38′ 29″ N, 88° 49′ 41,9″ W | Jackson                           |                                   |
| 5     | Deberry-Hurt House                                         |                                                            | 1980 ID-Nr. 80003846           | Südwestlich von Jackson 35° 36′ 43″ N, 88° 44′ 48″ W | Jackson                           |                                   |
| 6     | Denmark Mound Group                                        |                                                            | 1992 ID-Nr. 92001656           | Adresse nicht veröffentlicht | Denmark                           |                                   |
| 7     | Denmark Presbyterian Church                                | Denmark Presbyterian Church                                | 1983 ID-Nr. 83003048           | Jackson-Denmark Road 35° 31′ 56″ N, 89° 0′ 1″ W | Denmark                           |                                   |
| 8     | East Main Street Historic District                         | East Main Street Historic District                         | 1980 ID-Nr. 80003847           | Verschiedene Gebäude entlang der East Main Street 35° 36′ 50″ N, 88° 48′ 35″ W                                                                               | Jackson                           |                                   |
| 9     | Capt. H. P. Farrar House                                   | Capt. H. P. Farrar House                                   | 1982 ID-Nr. 82003989           | 161 West Orleans Street 35° 37′ 8″ N, 88° 49′ 19″ W | Jackson                           |                                   |
| 10    | Greyhound Bus Station                                      | Greyhound Bus Station                                      | 1993 ID-Nr. 92001871           | 407 East Main Street 35° 36′ 52″ N, 88° 48′ 58″ W | Jackson                           |                                   |
| 11    | William Holland, Jr., House                                | William Holland, Jr., House                                | 2005 ID-Nr. 05000696           | 215 Roland Avene 35° 38′ 5″ N, 88° 49′ 14″ W | Jackson                           |                                   |
| 12    | Hollywood Cemetery                                         | Hollywood Cemetery                                         | 2003 ID-Nr. 03000430           | 406 Hollywood Drive 35° 37′ 26″ N, 88° 50′ 1″ W | Jackson                           |                                   |
| 13    | Illinois Central Railroad Division Office                  | Illinois Central Railroad Division Office                  | 1993 ID-Nr. 92001869           | 245 West Sycamore Street 35° 36′ 43″ N, 88° 49′ 21″ W | Jackson                           |                                   |
| 14    | Jackson Free Library                                       | Jackson Free Library                                       | 1975 ID-Nr. 75001769           | College Street Ecke Church Street 35° 36′ 58″ N, 88° 49′ 1″ W                                                                                                | Jackson                           |                                   |
| 15    | Lane College Historic District                             | Lane College Historic District                             | 1987 ID-Nr. 87001117           | Lane Avenue 35° 37′ 41″ N, 88° 48′ 26″ W | Jackson                           | 1991 wurde der Distrikt erweitert |
| 16    | Madison County Courthouse                                  | Madison County Courthouse                                  | 1995 ID-Nr. 95000342           | Public Square 35° 36′ 49″ N, 88° 49′ 10″ W | Jackson                           |                                   |
| 17    | Mt. Olivet Cemetery                                        |                                                            | 2002 ID-Nr. 02000237           | East Forest Avenue 35° 38′ 10″ N, 88° 48′ 29″ W | Jackson                           |                                   |
| 18    | Murphy Hotel                                               | Murphy Hotel                                               | 1993 ID-Nr. 92001872           | 545 South Royal Street 35° 36′ 22″ N, 88° 48′ 51″ W | Jackson                           |                                   |
| 19    | Nashville, Chattanooga & St. Louis Passenger Depot-Jackson | Nashville, Chattanooga & St. Louis Passenger Depot-Jackson | 1993 ID-Nr. 92001870           | 590 South Royal Street 35° 36′ 20″ N, 88° 48′ 47″ W | Jackson                           |                                   |
| 20    | New Southern Hotel                                         | New Southern Hotel                                         | 2002 ID-Nr. 02001378           | 112-120 East Baltimore Street 35° 36′ 50″ N, 88° 49′ 6″ W | Jackson                           |                                   |
| 21    | Northwood Avenue Historic District                         |                                                            | 1990 ID-Nr. 90001659           | 1-38 Northwood Avenue 35° 37′ 52″ N, 88° 48′ 55″ W | Jackson                           |                                   |
| 22    | Oakslea Place                                              | Oakslea Place                                              | 2003 ID-Nr. 03001305           | 1210 North Highland Avenue 35° 37′ 58″ N, 88° 49′ 5″ W | Jackson                           |                                   |
| 23    | Pinson Mounds                                              | Pinson Mounds                                              | 1966 ID-Nr. 66000727           | 460 Ozier Road 35° 30′ 0″ N, 88° 41′ 48″ W | Pinson                            |                                   |
| 24    | Riverside Cemetery                                         |                                                            | 2003 ID-Nr. 03000394           | 300 Riverside Drive 35° 36′ 38″ N, 88° 49′ 31″ W | Jackson                           |                                   |
| 25    | Ross-Sewell House                                          | Ross-Sewell House                                          | 1983 ID-Nr. 83003049           | 909 Highland Avenue 35° 37′ 42″ N, 88° 49′ 8″ W | Jackson                           |                                   |
| 26    | St. Luke Episcopal Church                                  | St. Luke Episcopal Church                                  | 1984 ID-Nr. 84003600           | 309 East Baltimore Street 35° 36′ 49″ N, 88° 49′ 1″ W | Jackson                           |                                   |
| 27    | Southern Engine and Boiler Works                           | Southern Engine and Boiler Works                           | 1993 ID-Nr. 92001868           | 342 N. Royal Street 35° 37′ 5″ N, 88° 48′ 46″ W | Jackson                           |                                   |
| 28    | Temple B'Nai Israel                                        | Temple B'Nai Israel                                        | 2008 ID-Nr. 08000687           | 401 West Grand Street 35° 33′ 33,6″ N, 88° 50′ 53,3″ W | Jackson                           | Synagoge von 1885                 |
| 29    | U.S. Post Office and Court House                           |                                                            | 28. Feb. 2017 ID-Nr. 100000692 | 109 South Highland Avenue 35° 36′ 49,8″ N, 88° 49′ 11,3″ W                                                                                                   | Jackson                           |                                   |
| 30    | William Kirby Walsh House                                  | William Kirby Walsh House                                  | 1993 ID-Nr. 93001374           | 204 East Deaderick Street 35° 37′ 11″ N, 88° 48′ 55″ W | Jackson                           |                                   |